# Melro-tibetano
O melro-tibetano (Turdus maximus) é uma espécie de ave da família Turdidae. É encontrado nos Himalaias, do norte do Paquistão ao sudeste do Tibete. Originalmente descrito como uma espécie distinta por Henry Seebohm em 1881, foi considerado uma subespécie do melro-preto até 2008, quando evidências filogenéticas revelaram que era apenas distantemente relacionado a esta espécie. É um tordo relativamente grande, com comprimento total de 23 a 28 cm. Os machos são marrom-escuros por todo o corpo, com plumagem mais escura na cabeça, peito, asas e cauda, e bicos laranja-amarelados opacos. As fêmeas têm partes inferiores mais marrons, com estrias sutis na garganta e um bico amarelo-escuro opaco. Ambos os sexos podem parecer ligeiramente encapuzados. Pode ser diferenciado do melro-preto pela completa ausência de um anel ocular e por seu canto reduzido.
O melro-tibetano habita encostas rochosas e gramadas íngremes e pradarias alpinas acima da linha de árvores. Geralmente encontrado em altitudes de 3.200 a 4.800 m, desce para elevações mais baixas no inverno, mas raramente abaixo de 3.000 m. É onívoro, alimentando-se de invertebrados, lagartos, frutas e sementes. A reprodução ocorre de maio a julho, com pico entre junho e início de julho. Os ninhos em forma de taça são feitos de lama, pelos de animais e gramíneas finas, contendo ninhadas de 3 a 4 ovos. A União Internacional para a Conservação da Natureza classifica a espécie como pouco preocupante devido à sua ampla distribuição geográfica e população grande e crescente.

## Taxonomia e sistemática
O melro-tibetano foi originalmente descrito como Merula maxima por Henry Seebohm em 1881, com base em um espécime coletado por Thomas C. Jerdon em Gulmarg [en], Caxemira. Posteriormente, foi considerado uma subespécie do melro-preto por Charles Wallace Richmond em 1896, e foi transferido para o gênero Turdus junto com essa espécie. Foi elevado novamente ao status de espécie em 2008 com base em evidências filogenéticas. O nome genérico Turdus vem do latim turdus, que significa tordo, enquanto o nome específico maximus deriva do latim maximus, que significa maior. O nome em inglês, Tibetan blackbird, é o nome comum oficial designado pela International Ornithologists' Union. Também é conhecido como Central Asian blackbird.
O melro-tibetano é uma das 65 espécies do gênero Turdus. Anteriormente, era tratado como uma subespécie do melro-preto (Turdus merula). No entanto, um estudo filogenético de 2008 por Johan Nylander e colegas mostrou que o melro-tibetano é apenas distantemente relacionado ao melro-preto, sendo, em vez disso, irmão do tordo-de-dorso-claro [en]. Richard Meinertzhagen [en] e Annie Meinertzhagen [en] descreveram uma suposta subespécie buddae com base nos bicos menores de aves de Siquim e Gyantse [en] em 1925, mas essa característica não é consistente em toda a população, e a espécie é, portanto, considerada monotípica.

## Descrição
O melro-tibetano é um tordo relativamente grande, com 23 a 28 cm de comprimento. Os machos são marrom-escuros por todo o corpo, mais escuros na cabeça, peito, asas e cauda, com bicos laranja-amarelados opacos. As fêmeas têm partes superiores marrom-escuras e partes inferiores mais marrons, com estrias sutis na garganta e um bico amarelo-escuro opaco. Ambos os sexos podem parecer ligeiramente encapuzados. Os filhotes são semelhantes às fêmeas, mas apresentam tons cinza-amarelados do dorso às coberteiras das asas e garupa, estrias cinza-amareladas na garganta e barras cinza-amareladas do ventre à cloaca. Difere do melro-preto pela completa ausência de um anel ocular e por seu canto reduzido.

### Vocalizações
O canto do melro-tibetano é uma série repetitiva de notas ásperas rápidas, guinchos desagradáveis, sibilos semelhantes aos do drongo, e grasnidos guturais, com assobios esporádicos piew-piew, emitidos de topos de cristas, rochas ou árvores. Diferentemente do canto do melro-preto, não possui gorjeios ou trinados. As vocalizações incluem um chut-ut-ut grave, um chak-chak-chak-chak staccato emitido em voo e um chow-jow-jow-jow ruidoso como chamada de alarme.

## Distribuição e habitat
O melro-tibetano é encontrado localmente nos Himalaias, na Índia, Paquistão, Nepal, Butão e China. Durante a temporada de reprodução, habita encostas rochosas e gramadas íngremes e pradarias alpinas logo acima da linha de árvores, em altitudes de 3.200 a 4.800 m. No inverno, desce para elevações mais baixas, mas raramente abaixo de 3.000 m.

## Comportamento e ecologia

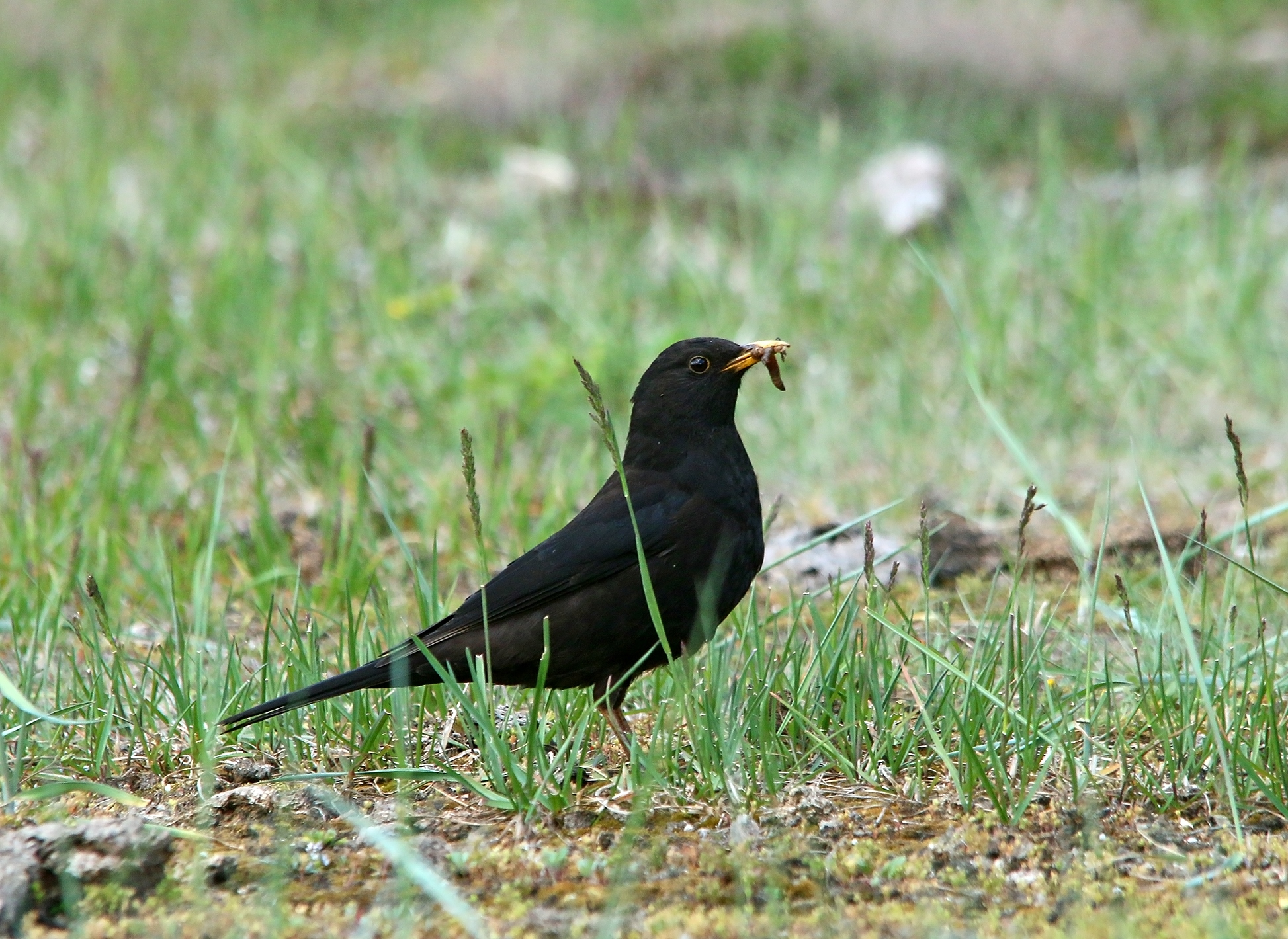
Melro-tibetano alimentando-se de minhocas no en, Paquistão.

### Dieta
O melro-tibetano é onívoro, alimentando-se de minhocas, moluscos, insetos, pequenos lagartos, frutas e sementes. Forrageia no solo, saltitando sobre rochas e pedregulhos, e prefere terrenos macios e expostos nas bordas de neve derretida. No final do verão, o forrageamento ocorre em bandos de até dez indivíduos.

### Reprodução
A temporada de reprodução do melro-tibetano vai de maio a julho, com pico entre junho e início de julho. A reprodução ocorre em arbustos de Juniperus ou Rhododendron. Constrói um ninho volumoso em forma de taça com lama, pelos de animais e gramíneas finas. Os ninhos são construídos em raízes no solo, ao pé de pedregulhos, em arbustos baixos, em faces de penhascos ou contra paredes rochosas. Cotoneaster microphyllus [en] é a planta preferida para a construção de ninhos na China. Os ovos são grandes, de cor couro opaco a cinza com manchas marrons, e são postos em ninhadas de três ou quatro. O tempo de incubação é de 12 a 13 dias, e os filhotes aprendem a voar em 16 a 18 dias. Os filhotes são alimentados com pequenas minhocas. Um estudo na China encontrou uma taxa de sucesso de ninhos de 59%.

## Status
O melro-tibetano é classificado como espécie pouco preocupante pela União Internacional para a Conservação da Natureza (IUCN) na Lista Vermelha da IUCN devido à sua ampla distribuição geográfica, grande população inicial e tendência de aumento populacional.